# Räddningsledare

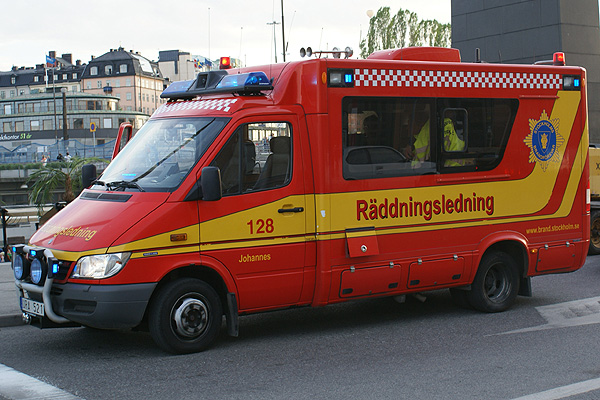
Räddningsledningsfordon från Johannes brandstation vid Storstockholms Brandförsvar.

Räddningsledare är i Sverige en juridisk funktion som ett befäl från kommunal eller statlig räddningstjänstorganisation utövar under en räddningsinsats. Bestämmelserna kring detta återfinns i lagen om skydd mot olyckor (LSO). Räddningsledare har flera skyldigheter och mandat enligt LSO som kan eller ska användas vid räddningsinsatser.
Motsvarande funktioner inom polisen och ambulanssjukvården i Sverige kallas polisinsatschef respektive sjukvårdsledare.

## Räddningsledares befogenheter

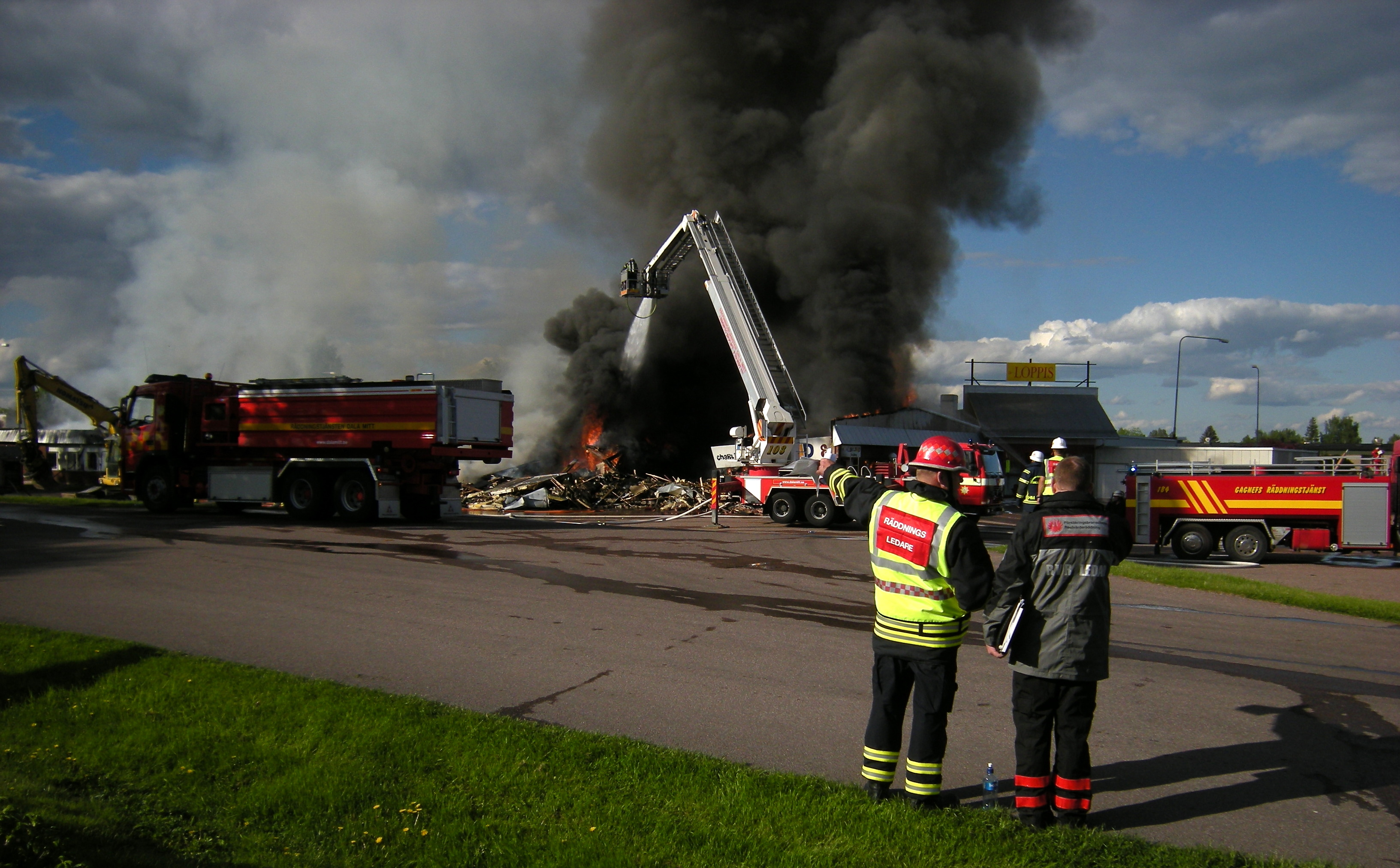
Räddningsledare vid brand i Borlänge i samspråk med restvärdeledare, maj 2010.

Räddningsledaren har givits en stark ställning i lagen om skydd mot olyckor (LSO), inte minst under överhängande fara då vederbörande kan beordra myndigheter, företag och enskilda personer mellan 18 till 65 års ålder att hjälpa till i räddningsarbetet. Vidare kan en räddningsledare i tjänsteutövning besluta om inbrytning i fastigheter, trädgårdar och till och med låta riva eller spränga hus oavsett vad ägaren anser.

## Kommunal räddningstjänst
Formellt är räddningschefen också den enda uttalade räddningsledaren i en kommunal räddningstjänstorganisation, men räddningschefen får enligt lag utse någon annan att verka som räddningsledare om den utsedde har rätt kompetens. 
Vanliga beteckningar på befäl som kan vara räddningsledare är styrkeledare, brandförman, brandmästare, insatsledare, yttre befäl och räddningschef i beredskap. Varje räddningstjänst väljer själv hur de betecknar sina befäl och även vilka befäl som är utsedda att verka som räddningsledare.
Det vanligaste är att räddningsledaren befinner sig på skadeplatsen och är vanligtvis uppmärkt på ryggen med texten "Räddningsledare" kombinerat med ett röd-vit-rutigt schackmönster. Vissa räddningstjänstorganisationer har dock flyttat in räddningsledarmandatet till personer på en ledningscentral.

### Utbildning för kommunal räddningstjänst
Lägsta utbildningsnivå för att få verka som kommunal räddningsledare är idag Myndigheten för samhällsskydd och beredskaps kurs Räddningsledare A. Det är kommunerna som bedömer behovet av personal med räddningsledarutbildning och anmäler personer till utbildningar. Behörighet att verka som räddningsledare ges också genom fortsättningskursen Räddningsledare B och en särskild kurs för brandingenjörer, Påbyggnadsutbildning i räddningstjänst för brandingenjörer även förkortat RUB efter det tidigare namnet på utbildningen, Räddningstjänstutbildning för brandingenjör.

## Statliga räddningsinsatser
Alla räddningsinsatser faller inte under kommunalt ansvar. Sjöräddning, flygräddning, eftersök av personer i andra fall och miljöräddning till sjöss är exempel på räddningsinsatser som staten ansvarar för. Staten kan också i enskilda fall, genom länsstyrelsen, besluta att ta över ledning av en räddningsinsats från kommunal(a) räddningstjänst(er). Rent praktiskt faller ansvaret för varje område på en statlig myndighet som i sin tur har en räddningstjänstorganisation för ändamålet. I dessa organisationer finns i förväg utsedda personer som kan verka som räddningsledare.
Till skillnad från den kommunala räddningstjänsten är räddningsledaren vid till exempel miljöolyckor till sjöss eller flyg- och sjöräddning av praktiska skäl inte på skadeplatsen utan i en ledningscentral. Vid dessa räddningsinsatser utses därför också ofta en OSC, On Scene Coordinator ("platschef"), som leder arbetet på skadeplatsen medan räddningsledaren utövar den samlade ledningen från ledningscentralen.